# لیلکی (سرده)
لیلکی (نام علمی: Gleditsia) نام یک سرده از زیرخانواده ارغوانیان است.